# Luděk Kula
Luděk Kula (* 8. ledna 1965 Frýdek-Místek) je český podnikatel a bývalý pracovník ve vězeňství, v letech 2005 až 2010 generální ředitel Vězeňské služby ČR. Je členem hnutí SPD.

## Život
V roce 1990 maturoval na střední průmyslové škole a později vystudoval sociální pedagogiku na Pedagogické fakultě Masarykovy univerzity (PedF MU; promoval v roce 2000). V roce 2006 pak ve stejném oboru úspěšně složil rigorózní zkoušku a získal titul PhDr. V roce 2009 pak bývalý ředitel Vězeňské služby ČR Jiří Malý žádal v otevřeném dopise ministryni školství ČR, aby zisk jeho titulů prošetřila. Vedení PedF MU vše prověřilo a konstatovalo, že vše „proběhlo v souladu se zákonem a dalšími platnými předpisy ve standardní době studia“.
Profesní kariéru začal ve Vazební věznici Brno, kam nastoupil v roce 1986 jako strážný. Po šesti letech se stal velitelem směny v oddělení ochrany a obrany a v roce 1993 vrchním inspektorem služby. Později působil ve Vazební věznici Břeclav. Od listopadu 1995 až do roku 2005 byl ředitelem Vazební věznice Brno.
V dubnu 2005 jej ministr spravedlnosti ČR Pavel Němec jmenoval generálním ředitelem Vězeňské služby ČR, když předtím na funkci rezignovala Kamila Meclová. Dne 8. května 2006 byl prezidentem Václavem Klausem povýšen do hodnosti generálmajora. Stal se tak prvním generálem v čele Vězeňské služby. V roce 2008 byl postaven mimo službu kvůli obvinění ve věci zakázky na rušičky mobilních telefonů ve věznicích, po zrušení obvinění se do funkce vrátil zpět. Nakonec jej odvolal v červenci 2010 ministr spravedlnosti ČR Jiří Pospíšil s tím, že chce provést rozsáhlou personální změnu na generálním ředitelství Vězeňské služby ČR. Jeho nástupcem se stal Jiří Tregler.
V roce 2014 působil krátce jako poradce ministryně spravedlnosti ČR Heleny Válkové pro oblast vězeňství. Byl také nezákonně trestně stíhán kvůli údajně nevýhodnému nákupu budovy ve Vidnavě na Jesenicku, za což později dostal od státu finanční odškodné.
Od roku 2011 je jednatelem společnosti INDUS. Tato firma podepsala koncem června 2018 smlouvu za 16 mil. Kč se Správou Pražského hradu na dobu 4 let, kdy předmětem plnění je hlídání prezidentského sídla a jeho okolí.

## Politická angažovanost
Ve volbách do Senátu PČR v roce 2018 kandidoval za hnutí SPD v obvodu č. 23 – Praha 8. Se ziskem 4,07 % hlasů skončil na 9. místě.